# Метеор (Оренбургская область)
Метеор — упразднённый посёлок в Пономарёвском районе Оренбургской области России. На момент упразднения входил в состав сельского поселения Семёновской сельсовет. Исключён из учётных данных в 1997 году.

## География
Располагался на левом берегу реки Садак, на расстоянии примерно 2 километра (по прямой) к юго-востоку от села Семёновка.

## История
По всей видимости возник в 1920-е годы как сельскохозяйственная коммуна. По данным на 1931 год посёлок Метеор состоял из 34 хозяйств. В административном отношении входил в состав Семёновского сельсовета Пономарёвского района Средневолжского края.
По данным на 1939 год административная принадлежность посёлка не изменилась. В посёлке действовал колхоз «Метеор».
Постановление Законодательного Собрания Оренбургской области от 29 декабря 1997 года посёлок исключён из учётных данных.

## Население
По данным на 1930 год в посёлке проживало 180 человек, основное население — русские.